# Dybów (Województwo lubuskie)
 For alternative betydninger, se Dybów. (Se også artikler, som begynder med Dybów)
Dybów (['dybuf]?, tysk: Diebau) er en landsby i de administrative distrikt Gmina Żagań, i Powiat żagański, Województwo lubuskie, i det vestlige Polen. Landsbyen ligger ca. 14 km nord for Żagań og 27 km syd-vest for Zielona Góra.
Før 1945 var området en del af Landkreis Sprottau i provinsen Niederschlesien, Tyskland.
Fra 1975 til 1998 lå området i provinsen Zielona Gora.
Indbyggere:
- 2014 – 40